# Kimberlee Peterson
Kimberlee Michelle Peterson(nascida em 08 de maio de 1980) é uma atriz estadunidense

## Vida e carreira
Peterson nasceu em Boise em Idaho, mas foi vivendo a maior parte de sua de sua vida em Colorado. Com 4 anos de idade ela trabalhou um pouco na série Parry Mason e continuou a seguir em direção a uma carreira de atriz.

## Trabalhos

### Filmografia
- Serious Moonlight (2009) - Trashy
- Criminal Minds (TV) (2008) - Melissa Foster (1 episode)
- Secret Cutting (AKA: Painful Secrets) (2000) (TV) - Dawn Cottrell
- Primal Force (1999) - Kesley Cunningham
- Get Real (1999) - Holly (1 episode)
- Homecoming (1996) (TV) - Dicey Tillerman

### Aparições na TV
MTV's Undressed Season 1
- CSI: Crime Scene Investigation (2003) - Episódio Coming of Rage como Ashley Curtwell.
- NCIS (2006) - Episódio 'Untouchable' como o tenente Keira Napleton.
- House MD (2011) - Episódio

## Ligações Externas
- Kimberlee Peterson Website
- IMBD Profile